# Omul puma
Omul puma (titlul original: în italiană L'uomo puma) este un film de acțiune italian, realizat în 1980 de regizorul Alberto De Martino, protagoniști fiind actorii Walter George Alton, Donald Pleasence, Miguel Ángel Fuentes și Sydne Rome.

## Distribuție
- Walter George Alton – profesorul Tony Farms
- Donald Pleasence – Kobras
- Miguel Ángel Fuentes – Vadinho
- Sydne Rome – Jane Dobson
- Benito Stefanelli – Rankin
- Guido Lollobrigida – Kobras Handlanger
- Geoffrey Copleston – Sir George Bradley
- Peter Cellier – curatorul muzeului